# Rudolf von Freydorf
Rudolf Karl von Freydorf (* 28. Februar 1819 in Karlsruhe; † 15. November 1882 ebenda) war ein badischer Minister.

## Leben
Freydorf war der dritte Sohn des badischen Generals und Kriegsministers Karl Wilhelm Eugen von Freydorf (1781–1854) und dessen zweiter Ehefrau Clementine, geborene von Stöcklern zu Grünholzeck (1789–1832). Er studierte an der Ruprecht-Karls-Universität Heidelberg Rechtswissenschaft und wurde 1838 im Corps Suevia Heidelberg aktiv.
1843 trat er als Rechtspraktikant in den badischen Justizdienst, wurde 1858 Kammerherr und rückte 1860 zum Rat im Justizministerium vor. Nach dem Sturz des Ministeriums Stabel wurde Freydorf als Nachfolger des Außenministers Ludwig von Edelsheim am 27. Juli 1866 zum Präsidenten des Ministeriums des großherzoglichen Hauses und zum Minister des Auswärtigen ernannt. Er verhandelte im August 1866 den Friedens- und Bündnisvertrag mit Preußen und war seitdem mit Eifer und Erfolg dafür tätig, die Militärorganisation und die Gesetzgebung Badens mit denen des Norddeutschen Bundes möglichst in Übereinstimmung zu bringen. Im selben Jahr heiratete er Albertine von Cornberg, die sich zeitlebens schriftstellerisch betätigte. Aus der Ehe gingen die Söhne Eugen (1867–1914) und Rudolf (1868–1940) hervor.
Auch an den Verhandlungen über die Gründung des Deutschen Reichs 1870 nahm Freydorf hervorragenden Anteil. Er war Mitglied des Bundesrats sowie seit 1867 Abgeordneter der Zweiten Kammer der Badischen Ständeversammlung. Am 29. Juni 1871 übernahm Freydorf die Leitung des Justizministeriums. Das bisherige badische Außenministerium wurde wegen der Verlagerung der Zuständigkeit von Karlsruhe an das entsprechende Auswärtigen Amt in Berlin am 1. Juli 1871 aufgehoben. Gleichzeitig mit Julius Jolly schied Freydorf am 24. September 1876 aus dem Ministerium. Bis zu seinem Tod am 15. November 1882 in Karlsruhe widmete er sich, wie seine Frau, der Schriftstellerei.

## Ehrungen
Unvollständige Liste
- Wirklicher Geheimer Rat, Exzellenz
- Ehrenmitglied des Corps Suevia Heidelberg

## Werke
Er bearbeitete einen Teil der neuen Kirchen- und Justizgesetzgebung.
- Badische Prozeßordnung mit Erläuterungen. Heidelberg 1865–67.
- Prozeß von Baumbach. Karlsruhe 1864.